# 静岡県道67号静岡清水線
静岡県道67号静岡清水線（しずおかけんどう67ごう しずおかしみずせん）は、静岡県静岡市葵区から静岡市清水区に至る県道（主要地方道）である。通称「北街道」。

## 概要
2005年（平成17年）2月10日に葵区南瀬名町 - 瀬名川一丁目間のバイパス区間が開通。全通に伴い、北街道のバイパスとされていた区間が県道本線となり、旧北街道（葵区沓谷二丁目 - 瀬名川一丁目間）は市道となった。しずてつジャストラインの路線バスはルート変更はせず、旧道経由のままである。ただし、2007年（平成19年）6月16日から営業を開始する新静岡 - 新宿駅の高速バス（駿府ライナー）路線は、同線のバイパス区間を経由している（バイパス区間内に停留所も設置されている）。
愛称である「北街道」について、清水区内の実際の区間は県道67号区間とは一部異なっており、同区天王町 - 高橋町 - 西久保などを通り、同区辻一丁目に抜ける市道が「北街道」区間となる。

### 路線データ
- 起点：静岡市葵区追手町（江川町交差点、静岡県道27号井川湖御幸線交点）
- 終点：静岡市清水区天神2丁目（江尻大和交差点、国道1号・静岡県道54号清水停車場線交点）
- 総延長：11.6 km
- 愛称：北街道（ただし、清水区天王町以東の「北街道」は、この路線とは異なる。）、花の木通り（清水区天王町 - 江尻大和交点）

## 歴史
- 1960年（昭和35年）4月1日 - 認定。
- 1982年（昭和57年）10月30日 - 路線番号が200号から67号に、路線名が静岡千代田清水線から静岡清水線にそれぞれ変更される[1]。
- 1993年（平成5年）5月11日 - 建設省から、県道静岡清水線が静岡清水線として主要地方道に指定される[2]。

## 地理

### 通過する自治体
- 静岡市（葵区 - 清水区）

### 交差する道路
- 静岡県道27号井川湖御幸線（静岡市葵区追手町、起点）
- 静岡県道354号静岡環状線（静岡市葵区水落町・水落交差点）
- 静岡県道74号山脇大谷線（静岡市葵区沓谷五丁目・沓谷5丁目南交差点）
- 静岡県道201号平山草薙停車場線（静岡市葵区瀬名川・瀬名川西交差点）
- 静岡県道201号平山草薙停車場線（静岡市葵区瀬名川・瀬名川交差点）
- 国道1号 静清バイパス 鳥坂IC（静岡市清水区鳥坂・鳥坂I.C.交差点）
- 国道1号・静岡県道54号清水停車場線（静岡市清水区天神二丁目、終点）

### 沿線
- 静岡鉄道静岡清水線 新静岡駅
- 駿府城跡
- 静岡県庁
- 静岡市立城内中学校
- 静岡大学教育学部附属静岡小学校
- 静岡大学教育学部附属静岡中学校
- 静岡大成中学校・高等学校
- 静岡市民文化会館
- 常葉大学
  - 水落キャンパス
  - 瀬名キャンパス
- 常葉大学附属常葉中学校・高等学校
- 静岡学園中学校・高等学校
- 静岡市立横内小学校
- 静岡市立東中学校
- 静岡市立高等学校
- 静岡市立千代田小学校
- 静岡市立西奈南小学校
- 常葉大学教育学部附属橘小学校
- フレスポ静岡
- 静岡市立清水第六中学校
- 静岡県警察 清水警察署